# Scarus trispinosus
Scarus trispinosus là một loài cá biển thuộc chi Scarus trong họ Cá mó. Loài này được mô tả lần đầu tiên vào năm 1840.

## Từ nguyên
Từ định danh của loài được ghép bởi hai từ trong tiếng Latinh: tri ("ba") và spinosus ("có gai"), không rõ hàm ý, nhiều khả năng là đề cập đến các răng nanh ở phía sau mỗi bên của hàm trên.

## Phạm vi phân bố và môi trường sống
S. trispinosus là một loài đặc hữu của Brasil, được ghi nhận từ bang Maranhão trải dài về phía nam đến bang Santa Catarina nhưng không có mặt ở các hải đảo ngoài khơi.
Môi trường sống của S. trispinosus là các rạn san hô viền bờ, mỏm đá ngầm và trong các thảm cỏ biển ở độ sâu đến ít nhất là 45 m.

## Loài nguy cấp
S. trispinosus hiện đang bị đánh bắt quá mức trên khắp khu vực phân bố của chúng. Dựa trên sự suy giảm của loài này được ghi nhận ở một số vị trí, quần thể của S. trispinosus được ước tính đã giảm ít nhất là 50% trong vòng khoảng 20 đến hơn 30 năm qua. Nếu các biện pháp bảo tồn không được thực hiện, quần thể S. trispinosus dự kiến sẽ tiếp tục bị suy giảm trầm trọng trong tương lai. Vì vậy, S. trispinosus được xếp vào danh sách Loài nguy cấp.

## Mô tả
S. trispinosus có chiều dài cơ thể tối đa được biết đến là gần 56 cm. Cá trưởng thành có màu xanh lam xám, vảy lớn, có vài vệt xanh trên đầu. Cá con có kiểu màu tương tự như cá trưởng thành nhưng có thêm một vùng màu vàng trên gáy.